# Miriam Dalli

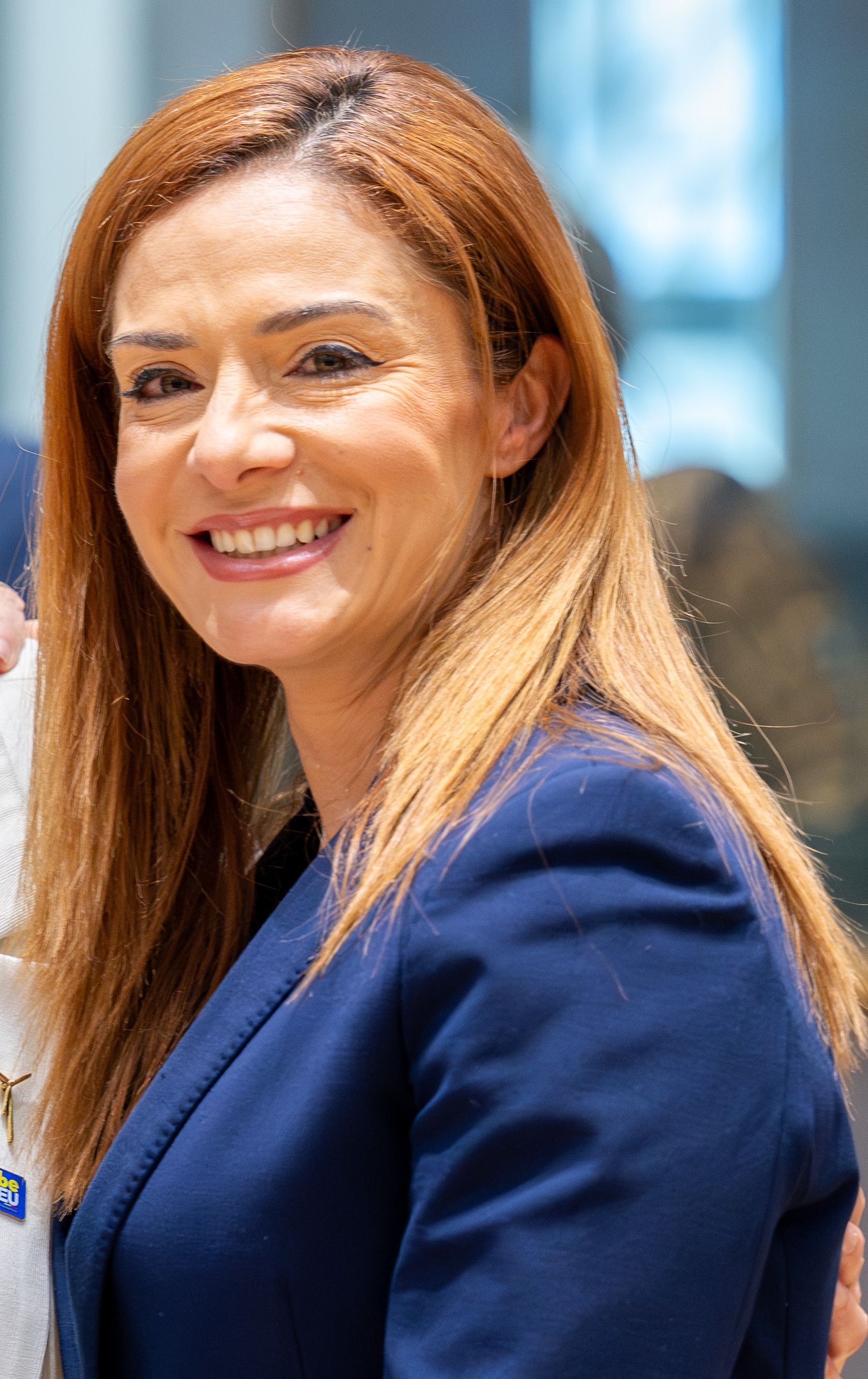
Miriam Dalli (2024)

Miriam Dalli  (* 19. Mai 1976 in San Ġiljan) ist eine maltesische Politikerin der Partit Laburista. Von 2014 bis 2020 war sie Abgeordnete im Europäischen Parlament. Dort war sie Mitglied im Ausschuss für Umweltfragen, öffentliche Gesundheit und Lebensmittelsicherheit und in der Delegation für die Beziehungen zu den Maghreb-Ländern und der Union des Arabischen Maghreb. Sie gehörte der Fraktion der Progressiven Allianz der Sozialdemokraten im Europäischen Parlament an. Im November 2020 legte sie ihr Mandat nieder. Ihr folgte Cyrus Engerer nach. 